# Telemedicin
Termen Telemedicin innebär att ge medicinsk vård på distans, huvudsakligen kliniska tjänster. Termen består av det grekiska ordet τήλε (tele), som betyder avlägsen, och medicin. Telemedicin kan vara så enkelt som att två personer inom vården diskuterar ett fall över telefon eller så komplext som satellitteknologi och videokonferensutrustning för att genomföra en realtidskonsultation mellan medicinska specialister i två olika länder. Det kan också involvera användning av en obemannad robot .
Telemedicin hänförs generellt till användning av kommunikation och informationsteknologi för att ge klinisk vård.
Vård på distans (också kallad absentia vård), är en gammal praktik som ofta skedde via post; det har funnits en lång och framgångsrik historia av absentia hälsovård, vilken - tack vare modern kommunikationsteknologi - har övergått i vad vi känner till som modern telemedicin.
I sina tidiga manifestationer, använde afrikanska bybor röksignaler för att varna folk för att hålla sig borta från byn på grund av allvarlig sjukdom. I början av 1900-talet använde folk i avlägsna delar av Australien två-vägs radio driven av en dynamo och cykelpedaler för att kommunicera med Australiens Royal Flying Doctor Service.
Termerna e-hälsa och telehälsa är ibland felaktigt utbytta mot telemedicin. Likt termen "medicin" och "hälsovård", syftar telemedicin ofta bara på att ge kliniska tjänster medan telehälsa kan syfta på kliniska och icke-kliniska tjänster, som medicinsk utbildning, administration och forskning. Termen e-hälsa är ofta i Storbritannien och Europa använd som en paraplyterm som inkluderar telehälsa, elektroniska medicinska journaler och andra komponenter av hälso-IT.